# Gebänderter Besenginsterspanner

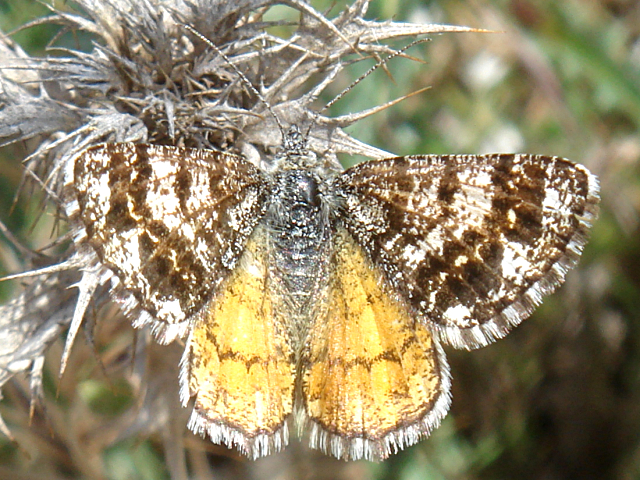
Falter mit schwacher Marmorierung

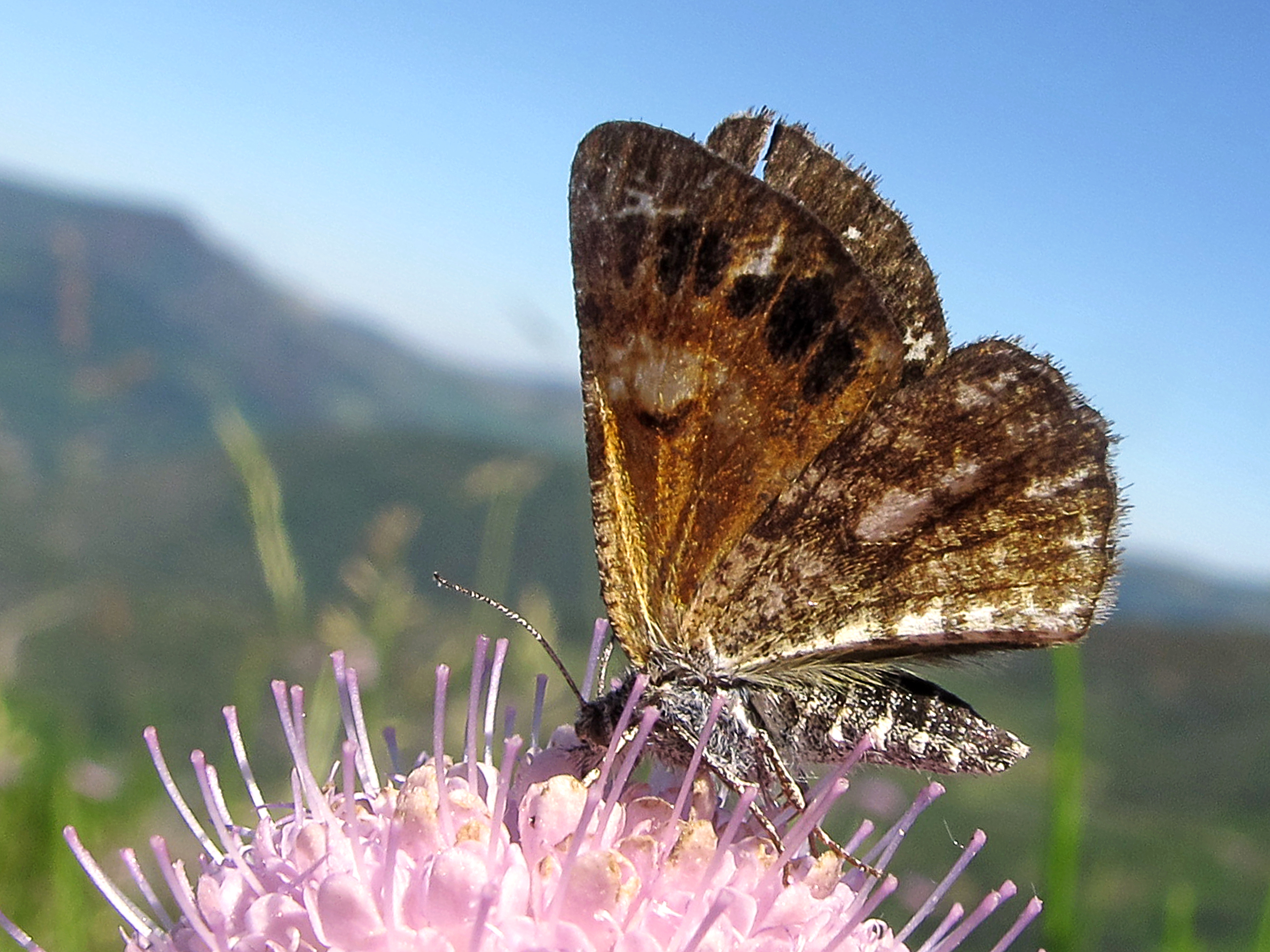
Flügelunterseite

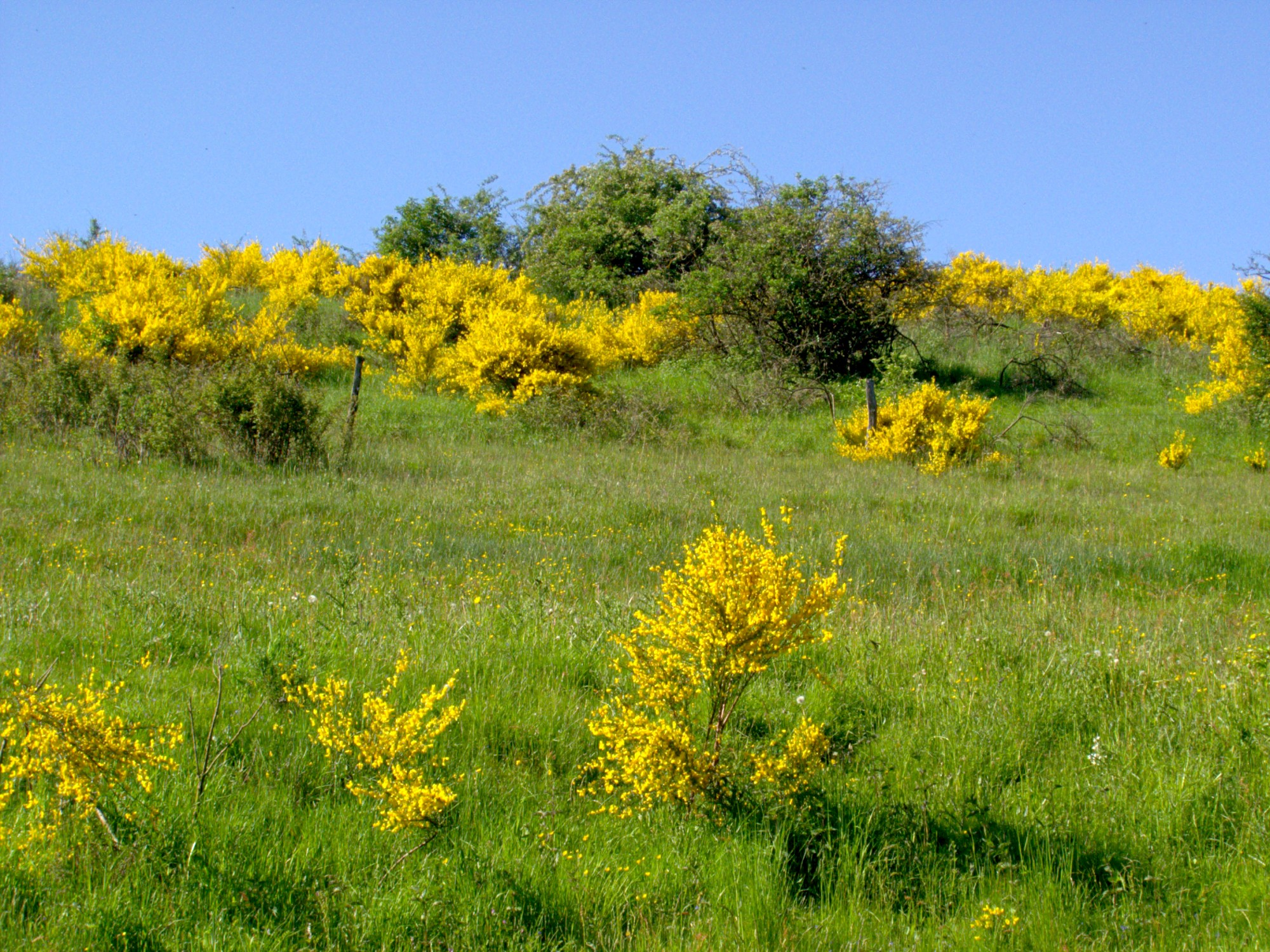
Biotop mit Besenginster, der Hauptnahrungspflanze der Raupen

Der Gebänderte Besenginsterspanner (Isturgia famula, Syn.: Bichroma famula) ist ein Schmetterling aus der Familie der Spanner (Geometridae). Der Artname leitet sich vom lateinischen Wort famula mit der Bedeutung „Magd“ ab und wurde offenbar willkürlich gewählt.

## Merkmale

### Falter
Die Flügelspannweite der Falter beträgt 24 bis 28 Millimeter. Die Grundfarbe der Vorderflügeloberseiten variiert bei beiden Geschlechtern von weißlich bis zu hellgelb und zeigt eine dunkelbraune Marmorierung, die zuweilen so stark ausgeprägt ist, dass nur kleine helle Bereiche verbleiben und die Querlinien überdeckt werden. Auf der blassgelben bis orangegelben Hinterflügeloberseite heben sich drei dunkelbraune Querlinien ab. Die Vorderflügelunterseiten sind gelbgrau bis rostbraun gefärbt und zeigen in der Submarginalregion eine Reihe großer schwarzbrauner Flecke.  Die weißgraue Hinterflügelunterseite ist stark bräunlich marmoriert, sodass sich Quer- und Längslinien kaum abheben.

### Raupe
Ausgewachsene Raupen sind langgestreckt und haben eine grüne Farbe, von der sich eine schwarzbraune Rückenlinie abhebt, die weißlich gesäumt ist. Charakteristisch ist ein breiter weißgelber Seitenstreifen, der schwarz gesäumt ist.

### Ähnliche Arten
Aufgrund der markanten Flügelzeichnung sind die Falter unverwechselbar.

## Verbreitung und Lebensraum
Das Verbreitungsgebiet des Gebänderten Besenginsterspanners erstreckt sich von Nordwestafrika über die Iberische Halbinsel bis in den Osten Deutschlands. In Nord- und Südosteuropa fehlt die Art. Das am weitesten östlich gelegene Vorkommen befindet sich in Brandenburg, wo im Jahr 1937 der Erstnachweis erfolgte. Danach wurde die Art dort lange Zeit nicht mehr nachgewiesen und tauchte erst 60 Jahre später auf einem Truppenübungsplatz in Anzahl wieder auf. Generell tragen die Vorkommen in Deutschland Inselcharakter, da die Art vorzugsweise die trockenwärmsten Ginsterheiden besiedelt. Stabile Populationen gibt es in Rheinland-Pfalz und Hessen. In Baden-Württemberg und Thüringen gilt die Art als ausgestorben oder verschollen.

## Lebensweise
Die Falter fliegen in einer Generation von Anfang Mai bis Ende Juni. Sie sind ausschließlich tagaktiv und fliegen im Sonnenschein in stürmischem Zick-Zack-Flug niedrig über der Vegetation. An künstlichen Lichtquellen erscheinen sie nicht. Die Weibchen legen mehr als 200 sehr kleine Eier, die einzeln oder in Gruppen auf Blätter, an Zweige, in Ritzen, an Verzweigungen oder Blattansätze der Nahrungspflanze abgelegt werden. Die Raupen ernähren sich überwiegend von den Blättern von Besenginster (Cytisus scoparius). Bei Zuchten wurden auch andere Ginsterarten als Nahrung angenommen. Die Art überwintert als Puppe unter Moos am Erdboden oder in der Erde. Bei Zuchten überliegen die Puppen zuweilen mehrere Jahre.